# Eunidia fuscomaculata
Eunidia fuscomaculata là một loài bọ cánh cứng trong họ Cerambycidae.